# ساندنس (نروژ)
ساندنس (به نروژی: Sandnes) یک شهرستان در نروژ است که در روگالاند واقع شده‌است.

## خصوصیات
ساندنس ۳۰۴٫۳۸ کیلومتر مربع مساحت و ۷۴٬۸۲۰ نفر جمعیت دارد.